# Austrotrophon
Austrotrophon är ett släkte av snäckor. Austrotrophon ingår i familjen purpursnäckor.
Kladogram enligt Catalogue of Life:
| Austrotrophon | \| \| Austrotrophon catalinensis \| \| \| \| \| \| Austrotrophon cerrosensis \| \| \| \| |
|               | \| \| Austrotrophon catalinensis \| \| \| \| \| \| Austrotrophon cerrosensis \| \| \| \| |
|               | Austrotrophon catalinensis                                                               |
|               |                                                                                          |
|               | Austrotrophon cerrosensis                                                                |
|               |                                                                                          |